# Jean Hébette
Jean Hébette (Winenne, Bélgica, 15 de fevereiro de 1925 - 11 de novembro de 2016) foi um educador, historiador, escritor, teólogo, missionário, economista e sociólogo belga-brasileiro, um dos maiores e mais respeitados estudiosos sobre o campesinato no Brasil.
Foi também um grande ativista social pela reforma agrária.

## Biografia
Nasceu em Winenne, na Bélgica, em 15 de fevereiro de 1925. Filho de Victor Léon Hébette, funcionário da receita federal em seu país, e de Maria Joseph Rochette.
Em 1942 Jean Hébette tornou-se religioso da Missionários Oblatos de Maria Imaculada (OMI), ordenando-se sacerdote em 1949. Fez cursos superiores de filosofia (1943-1945) e de teologia (1945-1949) na Escola Escolástica OMI de Velaine-sur-Sambre, na Bélgica. Concluiu licenciatura em teologia em 1954, e; o curso superior de pastoral catequética, em 1955, no Instituto Católico de Paris, França. Em nível de pós-graduação, frequentou o curso de doutorado em teologia, do Instituto Católico de Paris, em 1954 e 1955, tendo concluído os créditos, sem defender tese.
A partir de 1956 trabalhou como sacerdote na Holanda, Alemanha, Itália, Reino Unido, Irlanda, República Democrática do Congo (até então Zaire), no Burundi e em Ruanda. Dada a grande quantidade de países em que esteve, era poliglota, tendo capacidade de falar em francês (sua língua natal), português, inglês, congo, espanhol, neerlandês e alemão.
Em 1967 chega ao Brasil, alojando-se primeiramente em Petrópolis, no Rio de Janeiro. No mesmo ano ruma para Belém, conhecendo a realidade do campesinato na Amazônia, enquanto trabalhava no ministério sacerdotal católico nas comunidades rurais.
Buscando ampliar seu conhecimento sobre o campesinato, ingressa na Faculdade de Economia da Universidade Federal do Pará (UFPA) em 1970; na mesma universidade, em 1973, especializa-se em desenvolvimento regional, iniciando a partir de então (1974) uma longa e fecunda carreira acadêmica, como professor e pesquisador da UFPA. Embora tenha assumido funções na UFPA, não abandonou sua carreira como sacerdote.
No Núcleo de Altos Estudos Amazônicos (UFPA) desenvolveu estudos sobre a ocupação da Rodovia Belém-Brasília, da Transamazônica, da Santarém-Cuiabá e Cuiabá-Rio Branco. Suas pesquisas e seu depoimento pessoal perante os deputados dão substância aos trabalhos da Comissão Parlamentar de Inquérito da Amazônia, instalada em 1975, que daria origem à atual Comissão de Integração Nacional, Desenvolvimento Regional e da Amazônia (CINDRA).
Juntamente com o agrônomo franco-brasileiro Emmanuel Wanberg, reorganiza a Comissão Pastoral da Terra Regional (CPT) e participa da (re)criação do Sindicato dos Trabalhadores Rurais da Região Sul e Sudeste do Pará, em 1976. Filia-se a partir daí à teologia da libertação, aproximando-se do Padre Josimo, de Dorothy Stang, de Frei Henri des Roziers e de Adelaide Molinari.
Em 1987 inicia os trabalhos de reorganização e estruturação do curso superior de ciências sociais anteriormente ofertado no Campus Avançado da Universidade de São Paulo em Marabá, que culmina na Faculdade de Ciências Sociais do Araguaia-Tocantins da Universidade Federal do Sul e Sudeste do Pará (UNIFESSPA).
Em 1988 funda o Centro Agroambiental do Tocantins (CAT), que viria ser o responsável pela Fundação Agrária do Tocantins Araguaia (FATA) e sua instituição congênere, a Escola da Família Agrícola (EFA) de Marabá. O CAT também foi o responsável por gestar o Laboratório Sócio-Agronômico do Araguaia-Tocantins (LASAT).
Foi um dos maiores incentivadores e responsáveis pelo estabelecimento da primeira pós-graduação do interior da Amazônia, na cidade de Marabá, o Programa de Pós-graduação em Dinâmicas Territoriais e Sociedade na Amazônia (PDTSA), da UNIFESSPA.
Em 2014, após mais de 40 anos de carreia como professor nas universidades UFPA e UNIFESSPA, afasta-se (desde 1999 já era aposentado por idade, embora trabalhasse ocasionalmente como convidado até 2014); em 2015 muda-se definitivamente para a Bélgica, onde falece de causas naturais em 11 de novembro de 2016.

## Homenagens
Em 2016 o Centro Agroambiental do Tocantins retoma a EFA de Marabá, dando a ela a denominação "Escola da Família Agrícola Prof. Jean Hébette", mantida em conjunto pela prefeitura de Marabá e a UNIFESSPA, servindo como escola de aplicação do curso de Educação do Campo desta universidade.
Em 2017 foi homenageado post-mortem como "Cidadão Paraense" pela Assembleia Legislativa do Pará.

## Obras
Hébette é autor de diversos livros, artigos e clássicos sobre o campesinato, a agricultura familiar e a Amazônia, sendo suas principais obras:
- A invenção da Amazônia (1974)
- A Amazônia no Processo de Integração Nacional (1974)
- Saúde e Colonização (1976)
- Colonização Espontânea, Política Agrária e Grupos Sociais (1977)
- Colonização para quem? (1979)
- Ciência e tecnologia para Amazônia (1983)
- A resistência dos posseiros no Grande Carajás (1986)
- O cerco está se fechando (1991)
- A relação pesquisadores-agricultores. Diálogo, parceria, aliança? Uma análise estrutural (1996)
- Situação social das áreas rurais amazônicas (1996)
- No mar, nos rios e na fronteira: faces do campesinato no Pará (2002)
- Cruzando a fronteira: 30 anos de estudo do campesinato na Amazônia (2004)